# Гришин, Евгений Васильевич
Евгений Васильевич Гри́шин (1946—2016) — академик РАН (2011; член-корреспондент с 1997), заместитель директора Института биоорганической химии (ИБХ) РАН, заведующий лабораторией нейрорецепторов и нейрорегуляторов ИБХ, профессор кафедры биоорганической химии биологического факультета МГУ.

## Биография
Родился 16 апреля 1946 года в Выползово (ныне Бологовский район, Тверская область). В 1966 году окончил химический факультет МГУ по кафедре химии природных соединений. Дипломная работа написана по теме: «Амиды уридин-5'-фосфотиоата». Научные руководители С. М. Дудкин и З. А. Шабарова.
В 1973 году защитил кандидатскую диссертацию на тему: «Изучение продуктов химотриптического гидролиза аспартат-аминотрансферазы» (научный руководитель Ю. А. Овчинников), в 1985 году — докторскую на тему: «Нейротоксины — инструменты исследования мембран нервной системы».
Место работы: с 1969 по 1976 года работал в ИБХАН стажером-исследователем, младшим научным сотрудником, с 1976—1985 — старшим научным сотрудником, с 1985 по 1987 год работал ведущим научным сотрудником ИБХ РАН.
Е. В. Гришин являлся членом Международного общества токсинологии, Российского биохимического общества, Европейского общества нейрохимии. Он — почётный доктор перуанских университетов Рикардо Пальма и Сан Маркос.
Одновременно с работой заместителем директора Института биоорганической химии в Институте биоорганической химии им. М. М. Шемякина и Ю. А. Овчинникова РАН, он преподавал в МГУ как профессор кафедры биоорганической химии биологического факультета МГУ.
Научные интересы Е. В. Гришина — молекулярная нейробиология и токсикология. Он систематизировал группы природных нейротоксинов, взаимодействующих с мембраной нервной клетки, описав около 100 различных токсинов, описал классы веществ белково-пептидной и полиаминной природы.
Умер 8 апреля 2016 года. Похоронен в Москве на Троекуровском кладбище.
Семья: жена, сын. Увлекался рыбной ловлей.

## Труды
Евгений Васильевич Гришин — автор более 300 научных публикаций в области биоорганической химии и токсинологии.
- Е. В. Гришин «Токсины в нейрофизиологии» Природа, 1978, № 10, 17—26.
- A. G. Petrenko, V. A. Kovalenko, O. G. Shamotienko, I. N. Surkova, T. A. Tarasyuk, Yu. A. Ushkarev, E. V. Grishin «Isolation and properties of the a -latrotoxin receptor», EMBO J., 1990, v.9, № 6, 2023—2027.
- A. S. Arseniev, K.A. Pluzhnikov, D.E. Nolde, A.G. Sobol, M.Yu. Torgov, S.V. Sukhanov, E.V. Grishin «Toxic principle of selva ant venom is a pore-forming protein transformer», FEBS Lett., 1994, 347, № 2,3, 112—116.
- I. E. Dulubova, V. G. Krasnoperov, M. V. Khvotchev, K. A. Pluzhnikov, T. M. Volkova, Е. V. Grishin, H. Vais, D. R. Bell, P.N.R. Usherwood «Сloning and structure of Delta-latrotoxin, a novel insect-specific member of the latrotoxin family. Functional expression requires C-terminal truncation», J.Biol.Chem., 1996, v.271, № 13, 7535—7543.
- Y. V.Korolkova, S. A.Kozlov, A. V.Lipkin, K. A. Pluzhnikov, J. K. Hadley, A. K. Filippov, D. A. Brown, K. Angelo, D. Strobak, T. Jespersen, S. P. Olesen, B. S .Jensen, E. V. Grishin «An ERG channel inhibitor from the scorpion Buthus eupeus», J.Biol.Chem., 2001, v.276, N13, 9868-9876.
- Berkut A. A., Peigneur S., Myshkin M. Y., Paramonov A. S., Lyukmanova E. N., Arseniev A. S., Grishin E. V., Tytgat J., Shenkarev Z. O., Vassilevski A. A. (2015). Structure of Membrane-active Toxin from Crab Spider Heriaeus melloteei Suggests Parallel Evolution of Sodium Channel Gating Modifiers in Araneomorphae and Mygalomorphae. J. Biol. Chem. 290 (1), 492—504 [+] ID:1138

## Награды и премии
- премия Ленинского комсомола (1975) — за работу по первичной структуре цитоплазматической АсАт
- орден Дружбы Народов (1981 год) — за достигнутые успехи в выполнении заданий Х пятилетки по развитию науки и техники, внедрению результатов исследований в народное хозяйство
- Государственная премия СССР (1985) — за цикл работ «Нейротоксины как инструменты исследования молекулярных механизмов генерации нервного импульса»
- премия имени Ю. А. Овчинникова (1994) — за цикл работ "Молекулярные основы взаимодействия природных токсинов с клеточной мембраной
- орден Почёта (25 сентября 2010 года) — за достигнутые трудовые успехи и многолетнюю плодотворную работу[3]